# Rio Bonito do Iguaçu
Rio Bonito do Iguaçu là một đô thị thuộc bang Paraná, Brasil. Đô thị này có diện tích 746,12 km², dân số năm 2007 là 15009 người, mật độ 26,8 người/km².